# Akash Bashir
Pour les articles homonymes, voir Bashir.
Akash Bashir, né le 22 juin 1994 à Risalpur dans la province de Khyber-Pakhtunkhwa au Pakistan, tué le 15 mars 2015 à Lahore, est un jeune chrétien pakistanais, mort en empêchant un terroriste de faire de nombreuses victimes. Il est reconnu « serviteur de Dieu » par le pape François en 2022.

## Biographie
Akash Bashir naît le 22 juin 1994 à Risalpur, sur le district de Nowshera, dans la province de Khyber-Pakhtunkhwa au Pakistan. Il effectue ses études à l'institut technique Don Bosco.
À vingt ans, il a l'habitude de participer bénévolement au service d'ordre à l'entrée de l'église Saint-Jean-Bosco, dans le quartier chrétien de Youhanabad, à Lahore. 
Le dimanche 15 mars 2015, deux kamikazes attaquent l'église catholique Saint-Jean-Bosco (Saint John) et une église évangélique. Devant l'église Saint-Jean-Bosco, un terroriste apparemment muni d'une ceinture d'explosifs sort d'une voiture et tente de pénétrer dans l'église pendant la messe ; Akash Bashir l'arrête et le plaque au sol en disant, d'après plusieurs témoins : « Je mourrai mais je ne te laisserai pas entrer »,. Le terroriste plaqué au sol déclenche alors ses explosifs, se tuant en même temps que Akash Bashir et deux autres personnes. Comme c'est un dimanche de carême avec plus de mille personnes dans l'église, le bilan aurait pu être beaucoup plus lourd. Le bilan total des deux attaques est de 17 morts et plus de 70 blessés. Ces attentats sont revendiqués par un groupe taliban.

## Procédure en béatification
L'étude de la cause en béatification d'Akash Bashir débute en 2021. Le Saint-Siège accepte le 31 janvier 2022 l'ouverture de cette cause, Akash Bashir est ainsi proclamé « serviteur de Dieu ». L'annonce en est faite par Sebastian Shaw, archevêque de Lahore, qui annonce de ce fait l'ouverture du procès de béatification d'Akash Bashir, qui est le premier « serviteur de Dieu » pakistanais.